# Christian David Jani
Christian David Jani (* 13. Dezember 1743 in Glaucha; † 5. Oktober 1790 in Eisleben) war ein deutscher Philologe und Pädagoge.

## Leben
Christian David Jani wurde als Sohn des David Eberhard Jani (1710–1768), Pastor in Glaucha, geboren. Er hatte zwei Brüder:
- Johann August Jani (1752–1795), von 1775 bis 1790 Lehrer am Lutherischen Gymnasium in Halle (Saale), Diakon der Ulrichskirche und Zuchthausprediger in Halle (Saale) von 1790 bis 1795;
- Gottlob Heinrich Jani (1756–1820), von 1791 bis 1799 Lehrer und Konrektor in Wettin, von 1799 bis 1808 Pfarrer in Wolferode und von 1808 bis 1820 Pfarrer in Helbra.

Sein Vater ermöglichte ihm bereits im Kindesalter den Unterricht in der französischen, englischen und italienischen Sprache, und nachdem Christian David Jani die Lateinische Schule und das Pädagogium in Halle (Saale) besucht hatte, begann er 1760 zunächst ein Theologie-Studium an der Universität Halle, das er allerdings aufgrund seiner Vorliebe für sprachliche Studien abbrach. Beeinflusst durch seinen Lehrer Gottlieb Anastasius Freylinghausen bereitete er sich nun für eine Tätigkeit als Lehrer vor.
1761 begann er an der Lateinischen Schule in Halle Unterricht zu erteilen, worauf er 1764 zum ordentlichen Lehrer am Pädagogium (heute: Latina August Hermann Francke) und 1767 zum Konrektor ernannt wurde. 1772 wurde er Doktor der Philosophie und hielt philologische und kritische Vorlesungen für die akademischen Zuhörer an der Universität Halle.
Als der Rektor Johann Gottfried Taust (1698–1780) aus gesundheitlichen Gründen die Leitung des Lutherischen Gymnasiums nicht mehr fortführen konnte, wurden Christian David Jani dessen umfangreiche Aufgaben übertragen; gleichzeitig erhielt er vom Scholarchen den Auftrag, einen Verbesserungsplan für die Schule zu entwerfen, der 1779 nach seinen Vorschlägen ausgeführt wurde. Er trat zusätzlich an der Universität Halle als Dozent auf, bis er 1780 dem Ruf Graf Heinrich Paul Franz’ II. von Mansfeld (1717–1780) als Rektor an das Gymnasium in Eisleben folgte. Dort war er bis zu seinem Tod, zehn Jahre später, tätig. Einer seiner Schüler war unter anderem Georg Philipp Friedrich von Hardenberg (Novalis), der spätere Schriftsteller und Philosoph.
Christian David Jani war dreimal verheiratet; seine ersten beiden Ehefrauen waren Schwestern mit dem Geburtsnamen Carpzov. Aus allen drei Ehen gingen Töchter sowie ein Sohn hervor.

## Schriften (Auswahl)
- Richard Pearsall, Christian David Jani, Isaac Watts: Richard Pearsalls Gespräche zwischen einem Vater und seinen Kindern, aus der Naturlehre: nebst einigen moralischen Abhandlungen von Isaak Watts. Korte, Flensburg 1771.
- Richard Pearsall, Christian David Jani: Philosophische und erbauliche Betrachtungen über einige Gegenstände der Natur und der Zukunft. Flensburg 1772.
- De difficili igeniorum pictura. Halle 1776.
- Jean Pierre Niceron, Christian David Jani: Johann Peter Nicerons Nachrichten von den Begebenheiten und Schriften berühmter Gelehrten. Francke, Halle 1777.
- Christian David Jani: Der Schulfreund. Fünfte Abhandlung mit welcher zu einer den 28sten August 1778 als am 213ten Stiftungstage des evangelischlutherischen Gymnasiums zu haltenden Redübung gehorsamst und ergebenst einladet M. Christian David Jani Conrektor. Hendel, Halle 1778.
- Vorläufige Apologie der Stadt Halle und ihrer Schulen wider die Bemerkungen eines Reisenden durch die preußischen Staaten. Hendel / Universitäts- und Landesbibliothek Sachsen-Anhalt, Halle 1779.
- De Alcaeo poeta eiusque fragmentis. Eisleben 1780–1782.
- Virgils Aeneide. Hendel, Halle 1784.
- Christian David Jani erklärende Anmerkungen zu Horazens Satyren und Episteln: aus dessen Vorlesungen. Baumgärtner, Leipzig 1795.
- The art of Latin poetry. Founded on the work of C. D. Jani. W. P. Grant, Cambridge 1828 (online – Internet Archive)